# Вишневецкий, Константин Григорьевич
Константин Григорьевич Вишневецкий (8 июня 1914 — 30 июля 1944) — советский военный лётчик-истребитель, Герой Советского Союза.

## Биография
Константин Григорьевич Вишневецкий родился 8 июня 1914 года в семье рабочего. Украинец. Окончил среднюю школу и школу фабрично-заводского ученичества, работал токарем.
В 1937 году окончил Одесскую военную авиационную школу пилотов.
В 1939 году участвовал в освободительном походе советских войск в Западную Белоруссию. Член ВКП(б)/КПСС с 1940 года.
Во время Сталинградской битвы был в составе эскадрильи, которая обороняла воздушное пространство Сталинграда. Весной 1943 года принимал участие в боях на Кубани. Осенью 1943 года был тяжело ранен, лечился в госпитале в Москве. После выздоровления был назначен начальником воздушно-стрелковой службы дивизии.
Вишневецкий Константин Григорьевич, командир эскадрильи 298-го истребительного авиационного полка 229-й истребительной авиационной дивизии 4-й воздушной армии Указом Верховного Совета СССР 24 августа 1943 года удостоен звания Герой Советского Союза. Золотая звезда № 1134.
Всего за время войны на его боевом счету числилось 202 боевых вылета, 53 воздушных боя, сбил лично 20 (по другим данным — 17) и в составе группы — 14 вражеских самолётов. Ещё 2 самолёта сжёг в группе при штурмовках вражеских аэродромов.
20 июля (или 30 июля) 1944 года в боях за освобождение Львова был убит прямым попаданием бомбы. Некоторые биографические источники указывают другую причину смерти — автомобильная катастрофа.
Похоронен на Холме Славы во Львове.

## Награды
- Герой Советского Союза (1943) и орден Ленина.
- Орден Красного Знамени (1943).
- Орден Отечественной войны I степени.